# Wiktor Baranek

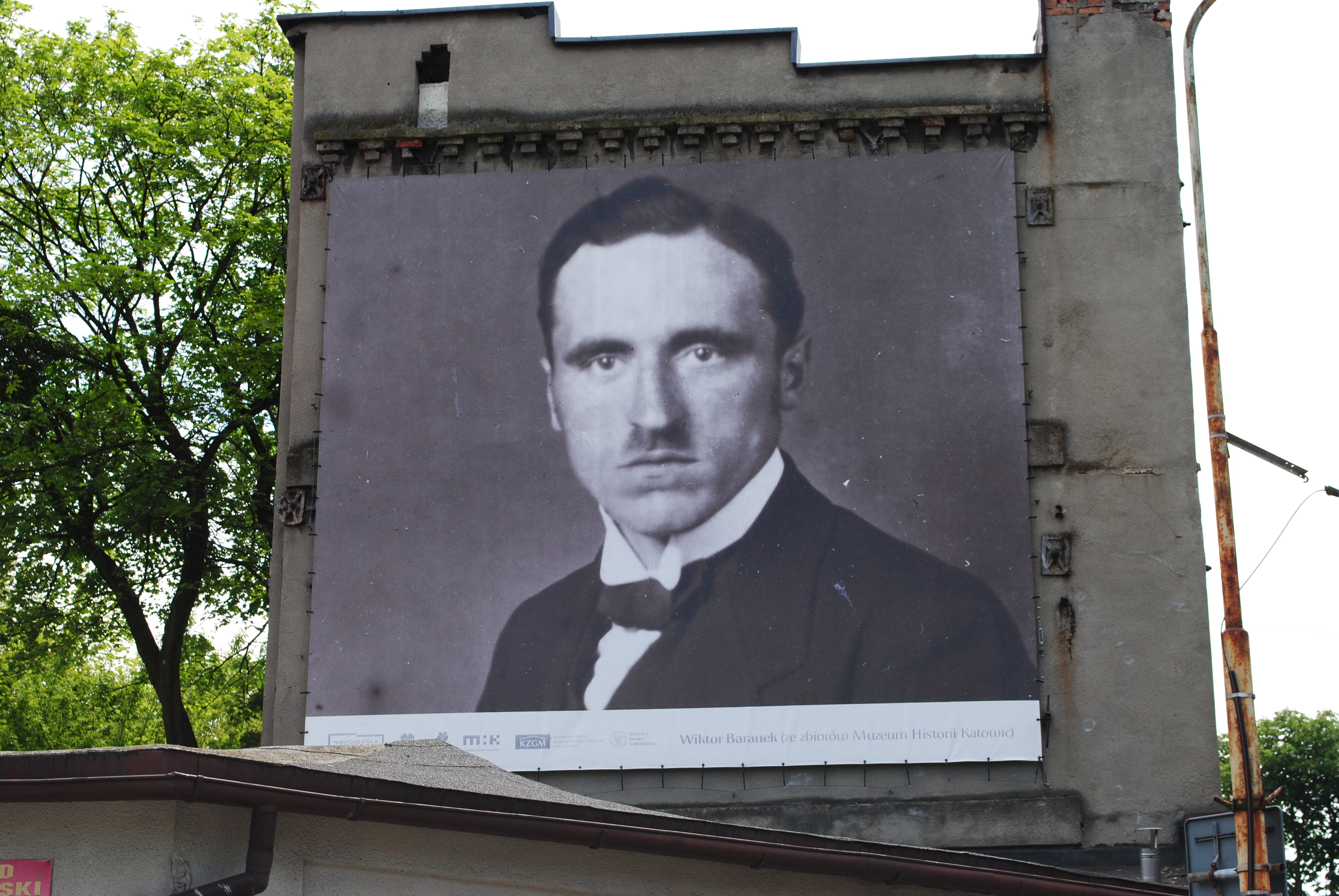
Baner z wizerunkiem Wiktora Baranka na rogu ulic G. Narutowicza i P. Pośpiecha w Katowicach

Wiktor Baranek (ur. 18 września 1890 w Załężu, zm. 16 stycznia 1971 w Katowicach) – polski urzędnik, działacz narodowy, uczestnik powstań śląskich.

## Życiorys
Urodził się 18 września 1890 roku w Załężu (późniejsza część Katowic). W latach 1903–1910 był członkiem Towarzystwa Gimnastycznego „Sokół” I Katowice. W 1911 roku współtworzył „Sokoła” w Załężu (był jednym z jego prezesów i sekretarzy) i Bogucicach, a w 1913 roku w Dębie. 
Na polu jego i Anieli Langner w 1903 roku została wzniesiona trzecia załęska szkoła – późniejsza Szkoła Podstawowa nr 22 im. Juliusza Słowackiego w Katowicach.
Od 1919 roku działał w Polskiej Organizacji Wojskowej Górnego Śląska, a jako wachmistrz żandarmerii polowej brał udział we wszystkich trzech powstaniach śląskich. Był działaczem Polskiego Związku Zachodniego, a także pracował w Urzędzie Wojewódzkim Śląskim w Katowicach. Zasiadał także w Zarządzie Kościelnym przy kościele św. Józefa w Katowicach.
Zmarł 16 stycznia 1971 w Katowicach.

## Ordery i odznaczenia
- Krzyż Kawalerski Orderu Odrodzenia Polski[2],
- Krzyż na Śląskiej Wstędze Waleczności i Zasługi[2].

## Upamiętnienie
- Baner ze zdjęciem Wiktora Baranka na ścianie budynku przy ulicy G. Narutowicza 2 (róg z ulicą P. Pośpiecha) w katowickiej dzielnicy Załęże, powieszony w ramach akcji „Dzielnicowa Galeria Niepodległości” w 2019 roku[6].